# フェデリコ・キエーザ
フェデリコ・キエーザ（Federico Chiesa、1997年10月25日 - ）は、イタリア・ジェノヴァ出身のサッカー選手。プレミアリーグ・リヴァプールFC所属。イタリア代表。ポジションはFW。
父親のエンリコ・キエーザも元イタリア代表のサッカー選手。

## クラブ経歴

### 初期
1997年に父親のエンリコ・キエーザの故郷であり、当時父親が在籍していたUCサンプドリアの本拠地でもあるジェノヴァにて生まれるが、そのわずか3ヶ月後には父親の移籍に伴いジェノヴァを去った。2002年に6歳から、当時父親が在籍していたACFフィオレンティーナの本拠地であるフィレンツェ市北東部にあるセッティニャーノのサッカースクールにてサッカーを始めた。2007年には11歳でフィオレンティーナの下部組織に入団し、以後プロデビューまでの育成期間を同クラブで過ごした。

### フィオレンティーナ
2016-17年、キエーザは育成部門であるプリマヴェーラに所属していたが、プレシーズンのトップチームの夏合宿にパウロ・ソウザ監督によって招集される。その後の合宿中の会見でソウザ監督は「キエーザは残りのシーズンを我々と共に行動する」と発言し、レンタル移籍に出さずにそのままトップチームで起用することを示唆した。そして、その言葉通りに2016-17シーズンの開幕戦であるユヴェントス戦に先発起用され、18歳にしてセリエAデビュー、フィオレンティーナのトップチームでの公式戦デビューを同時に成し遂げた。続く9月29日にはホームで行われたカラバフFK戦にて欧州カップ戦デビューを果たした。また12月8日に行われた2ndレグにおいて、後半76分に得点を決め、プロ初得点によってチームの勝利(2-1)に貢献した。2017年1月14日には、フィオレンティーナとの契約を2021年6月まで延長したことが、同クラブ公式サイトにより発表された。同年1月21日にアウェイで行われた対キエーヴォ戦において、後半ロスタイムにセリエA初得点を記録し、8日後のリーグ戦ジェノア戦でもゴールを決めた。5月7日のサッスオーロ戦でもゴールを決めた。
2017-18シーズン、9月16日に対戦のボローニャ戦にて先制点を決め、チームも2-1で勝利した。2月4日のボローニャ戦では決勝点、3月31日のクロトーネ戦では1点を挙げた。
2018-19シーズン、1月30日のコッパ・イタリア準々決勝のASローマ戦で初のハットトリックを決め、チームを7-1での勝利に導いた。2019-20シーズン、ユヴェントスやプレミアリーグのビッグクラブからの関心が報じられている中、7月29日、第37節のボローニャ戦でセリエAでは初となるハットトリックを達成し、リーグ戦で初の2桁ゴールを達成した。2020-21シーズン、3試合に出場し、1ゴールを挙げていたが、シーズン途中にユベントスへ移籍することとなった。

### ユヴェントス
2020年10月5日、ユヴェントスFCに2年間のレンタル移籍した。レンタル料は2年間で1000万ユーロで、特定の条件を満たした場合は買取が義務となる4000万ユーロでの買取オプションが付帯している。なお、ジャンルイジ・ブッフォンとは父のエンリコに続く親子二代での同僚となる。背番号は22番。10月17日、クロトーネ戦でデビューを飾り、アルバロ・モラタのゴールをアシストしたが、相手選手に危険なスライディングタックルを犯して退場処分を受けた。UEFAチャンピオンズリーグ、グループリーグのディナモ・キーウ戦で移籍後初ゴールかつチャンピオンズリーグ初ゴールを決めて勝利に貢献した。同シーズンのコッパイタリア決勝、アタランタ戦では決勝ゴールを決めて優勝を果たした。2021-22シーズン、2022年1月9日のASローマ戦で左膝前十字靭帯損傷の重傷を負った。完治には6〜7ヶ月要すると見込まれ、リーグ戦残り全試合、3月に行われる2022 FIFAワールドカップのヨーロッパ予選プレーオフ出場も絶望的という状態になってしまった。これを受け、ユヴェントスのみならずライバルクラブであるインテルやACミランなども見舞いのメッセージをSNS上で発信した。2022年7月1日、背番号を7番に変更することを発表。チャンピオンズリーググループステージ最終節のパリ・サンジェルマンFCで実戦復帰、約300日振りの復帰となった。2023-24シーズン終了後、ティアゴ・モッタの監督就任に伴いキエーザは構想外となり、プレシーズンの試合にも招集されなくなった。

### リヴァプール
2024年8月29日、リヴァプールFCに移籍した。契約期間は2028年6月30日までの4年間。背番号は14番。2025年8月16日、プレミアリーグ開幕節リヴァプールFC対AFCボーンマスにて移籍初となるゴールを決めた。

## 代表経歴
U-19からイタリア代表に招集されている。2017年にU-21イタリア代表としてU-21欧州選手権に出場したが、準決勝で敗れた。2019年にもUEFA U-21欧州選手権2019に出場。グループリーグで敗退したが、3試合の出場で3得点をあげた。
2017年5月、サンマリノとの親善試合に向けた若手主体のフル代表に招集されたが、2018年3月に行われるアルゼンチン、イングランド代表との親善試合のメンバーにルイジ・ディ・ビアジョ監督に選出され、正式に初のフル代表入りとなった。アルゼンチン戦で先発出場で代表デビューすると、次のイングランド戦では後半56分から出場し、PKを奪うなどの好プレーを見せた。
2019年11月のUEFA EURO 2020予選、アルメニア戦で2アシストを決めただけでなく、代表初ゴールを決めた。2021年に開催されたUEFA EURO 2020、決勝トーナメント1回戦のオーストリア戦では延長前半にトラップで相手DFをかわし、ゴールを挙げて、チームのベスト8入りに貢献、このゴールでユーロ史上初の親子2代でゴールを記録したこととなった。準決勝のスペイン戦でもゴールを決めて決勝進出の立役者の一人となり、この試合のMOMに選出された。決勝のイングランド戦でも先発出場、相手DFを脅かしたが、後半終了間際に負傷、途中交代となった。大会ベストイレブンに選出された。
UEFA EURO 2024に選出

## 個人成績

### クラブ
2024-25シーズン終了時点
| クラブ              | シーズン     | 背番号       | リーグ戦       | リーグ戦 | リーグ戦 | 国内カップ | 国内カップ | 国際大会 | 国際大会 | その他 | その他 | 合計 | 合計 |
| クラブ              | シーズン     | 背番号       | ディビジョン   | 出場     | 得点     | 出場       | 得点       | 出場     | 得点     | 出場   | 得点   | 出場 | 得点 |
| ------------------- | ------------ | ------------ | -------------- | -------- | -------- | ---------- | ---------- | -------- | -------- | ------ | ------ | ---- | ---- |
| フィオレンティーナ  | 2016-17      | 25           | セリエA        | 27       | 3        | 2          | 0          | 5        | 1        | 0      | 0      | 34   | 4    |
| フィオレンティーナ  | 2017-18      | 25           | セリエA        | 36       | 6        | 2          | 0          | -        | -        | 0      | 0      | 38   | 6    |
| フィオレンティーナ  | 2018-19      | 25           | セリエA        | 37       | 6        | 4          | 6          | -        | -        | 0      | 0      | 41   | 12   |
| フィオレンティーナ  | 2019-20      | 25           | セリエA        | 34       | 10       | 3          | 1          | -        | -        | 0      | 0      | 37   | 11   |
| フィオレンティーナ  | 2020-21      | 25           | セリエA        | 3        | 1        | -          | -          | -        | -        | 0      | 0      | 3    | 1    |
| フィオレンティーナ  | 通算         | 通算         | 通算           | 137      | 26       | 11         | 7          | 5        | 1        | 0      | 0      | 153  | 34   |
| ユヴェントス (loan) | 2020-21      | 22           | セリエA        | 30       | 8        | 4          | 2          | 8        | 4        | 1      | 0      | 43   | 14   |
| ユヴェントス (loan) | 2021-22      | 22           | セリエA        | 14       | 2        | 0          | 0          | 4        | 2        | 0      | 0      | 18   | 4    |
| ユヴェントス        | 2022-23      | 7            | セリエA        | 21       | 2        | 4          | 1          | 8        | 1        | -      | -      | 33   | 4    |
| ユヴェントス        | 2023-24      | 7            | セリエA        | 33       | 9        | 4          | 1          | -        | -        | -      | -      | 37   | 10   |
| ユヴェントス        | 通算         | 通算         | 通算           | 98       | 21       | 12         | 4          | 20       | 7        | 1      | 0      | 131  | 32   |
| リヴァプール        | 2024-25      | 14           | プレミアリーグ | 6        | 0        | 5          | 2          | 3        | 0        | -      | -      | 14   | 2    |
| リヴァプール        | 通算         | 通算         | 通算           | 6        | 0        | 5          | 2          | 3        | 0        | -      | -      | 14   | 2    |
| キャリア通算        | キャリア通算 | キャリア通算 | キャリア通算   | 241      | 47       | 28         | 13         | 28       | 8        | 1      | 0      | 298  | 68   |

### 代表
出場大会
- U-21イタリア代表

2017年 - UEFA U-21欧州選手権2017（ベスト4）
2019年 - UEFA U-21欧州選手権2019（グループステージ敗退）
- イタリア代表

2021年 - UEFA EURO 2020（優勝）
試合数
2023年11月20日現在
- 国際Aマッチ 44試合 7得点（2018年 - ）

| イタリア代表 | 国際Aマッチ | 国際Aマッチ |
| 年           | 出場        | 得点        |
| ------------ | ----------- | ----------- |
| 2018         | 11          | 0           |
| 2019         | 6           | 1           |
| 2020         | 4           | 0           |
| 2021         | 17          | 3           |
| 2022         | 2           | 0           |
| 2023         | 4           | 3           |
| 通算         | 44          | 7           |

得点
| # | 開催日         | 開催地                                         | 対戦国       | スコア | 結果 | 大会                          |
| - | -------------- | ---------------------------------------------- | ------------ | ------ | ---- | ----------------------------- |
| 1 | 2019年11月18日 | パレルモ、スタディオ・レンツォ・バルベラ       | アルメニア   | 9-1    | 9-1  | UEFA EURO 2020予選            |
| 2 | 2021年6月26日  | ロンドン、ウェンブリー・スタジアム             | オーストリア | 1-0    | 2-1  | UEFA EURO 2020                |
| 3 | 2021年7月6日   | ロンドン、ウェンブリー・スタジアム             | スペイン     | 1-0    | 1-1  | UEFA EURO 2020                |
| 4 | 2021年9月2日   | フィレンツェ、スタディオ・アルテミオ・フランキ | ブルガリア   | 1-0    | 1-1  | 2022 FIFAワールドカップ・予選 |
| 5 | 2023年6月18日  | エンスヘデ、デ・フロルーシュ・フェステ         | オランダ     | 3-1    | 3-2  | UEFAネーションズリーグ2022-23 |
| 6 | 2023年11月17日 | ローマ、スタディオ・オリンピコ                 | 北マケドニア | 2-0    | 5-2  | UEFA EURO 2024予選            |
| 7 | 2023年11月17日 | ローマ、スタディオ・オリンピコ                 | 北マケドニア | 3-0    | 5-2  | UEFA EURO 2024予選            |

## タイトル

### クラブ
ユヴェントス
- コッパ・イタリア：2020-21, 2023-24
- スーペルコッパ・イタリアーナ：2020（英語版）

リヴァプールFC
- プレミアリーグ：2024-25

### 代表
イタリア代表
- UEFA欧州選手権：2021

### 個人
- UEFA EURO 2020大会ベストイレブン

## プレースタイル
若いながらも落ち着いたメンタルを兼ね備え、スピードとテクニックに優れ、左右の足でのプレーが可能である。ポジションは左右のウイングを主戦場としているが、ソウザ監督はセカンドスライカーなど、インサイドハーフでもテストしている。トップチーム昇格後は下がり気味の右のサイドミッドフィールダーとして起用されている。